# National Provincial Championship 1984
La National Provincial Championship 1984 fue la novena edición del principal torneo de rugby de Nueva Zelanda.
El campeón del torneo fue el equipo de Auckland quienes lograron su segundo campeonato.

## Sistema de disputa
Los equipos enfrentan a los diez equipos restantes en una sola ronda.
- El equipo que logre mayor cantidad de puntos al final del torneo se corona campeón.

- El equipo que se ubicó en la última posición jugó un repechaje frente al campeón de la Segunda División.

## Clasificación
| Pos. | Equipo           | Encuentros | Encuentros | Encuentros | Encuentros | Tantos | Tantos | Tantos | Puntos |
| Pos. | Equipo           | PJ         | PG         | PE         | PP         | F      | C      | Dif    | Puntos |
| ---- | ---------------- | ---------- | ---------- | ---------- | ---------- | ------ | ------ | ------ | ------ |
| 1.º  | Auckland         | 10         | 9          | 0          | 1          | 434    | 73     | +361   | 18     |
| 2.º  | Canterbury       | 10         | 8          | 1          | 1          | 214    | 128    | +86    | 17     |
| 3.º  | Otago            | 10         | 7          | 0          | 3          | 195    | 150    | +45    | 14     |
| 4.º  | Wellington       | 10         | 7          | 0          | 3          | 288    | 178    | +110   | 14     |
| 5.º  | Counties Manukau | 10         | 5          | 0          | 5          | 183    | 168    | +15    | 10     |
| 6.º  | Waikato          | 10         | 5          | 0          | 5          | 238    | 223    | +15    | 10     |
| 7.º  | Manawatu         | 10         | 4          | 1          | 5          | 121    | 205    | -84    | 9      |
| 8.º  | North Auckland   | 10         | 3          | 0          | 7          | 100    | 237    | -137   | 6      |
| 9.º  | Wairarapa Bush   | 10         | 3          | 0          | 7          | 111    | 236    | -125   | 6      |
| 10.º | Bay of Plenty    | 10         | 2          | 0          | 8          | 117    | 237    | -120   | 4      |
| 11.º | Hawke´s Bay      | 10         | 1          | 0          | 9          | 134    | 300    | -166   | 2      |

|  | Campeón.                                      |
|  | Repechaje frente al campeón de la División 2. |

| Bandera de Nueva Zelanda |
| Campeón Auckland         |
| Segundo título           |

## Promoción
| 8 de octubre de 1983 | Hawke´s Bay | 32 - 15 | Southland |  |  |

- Southland asciende de categoría para la próxima temporada.